# Angelina Luger

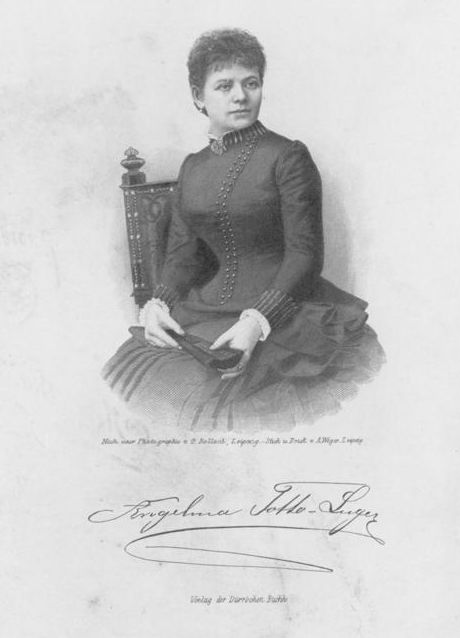
Angelina Luger

Franziska Mathilde Angelika Maria Luger, verehelichte Angelina von Toto (geboren 25. April 1858 in Würzburg; gestorben 2. Februar 1910 in Frankfurt am Main), war eine deutsche Opernsängerin (Mezzosopran, Alt).

## Leben
Angelina war das siebte Kind von Postkondukteur Karl Luger und seiner Ehefrau Julia, geborene Strasser. Ihre Eltern hatten keine Mittel, die offensichtliche Begabung der Tochter zu fördern, daher finanzierte der Kunstmäzen und Bürgermeister Carl von Schultes (1824–1896) ihre Gesangsausbildung. Luger nahm Gesangsunterricht an der Königlich Bayerischen Musikschule München bei Frau Professor Richter und wurde außerdem bei Louise Weinlich-Tipka in Graz in Gesang und Bühnendarstellung ausgebildet.
Ihre Bühnenlaufbahn begann sie in Graz und ging dann ans Stuttgarter Hoftheater, wo sie sich als Mezzosopran zur Interpretin dramatischer Partien weiterentwickelte. 1881 kam sie an das Hofoperntheater in Berlin, wo sie jedoch nicht lange blieb, da man sie für ernste Fächer nicht verwenden wollte. Anschließend wirkte sie von 1882 bis 1884 am Leipziger Opernhaus. Dauerhaften Erfolg erreichte sie ab 1884 als Ensemblemitglied der Oper Frankfurt, wo sie in der Rolle der Mignon debütierte und zahlreiche große Rollen sang. Zudem gastierte sie 1881 an der Wiener Staatsoper als Amneris in Aida, 1883 an der Dresdner Hofoper, 1884 am Royal Opera House Covent Garden, 1885 am Hoftheater Mannheim sowie am Hoftheater Wiesbaden und 1890 an der Berliner Krolloper.
Zu ihrem Repertoire zählten unter anderem die Partien der Fides, des Adriano, der Azucena, der Carmen, der Gräfin Almaviva, der Königin von Saba, Selika, Mignon, Leonore, Ortrud und Brangäne.
Luger nahm ihren Abschied von der Bühne im Jahr 1892, um eine Ehe mit dem Grafen von Toto einzugehen. Sie wurde 1910 im Familiengrab auf dem Städtischen Friedhof in Schweinfurt beigesetzt.

## Rezension
„In den Frauengestalten jedoch, deren Grundzug eine große tragische Leidenschaft, deren Lebenselement die Liebe ist, wie „Fidelio“, „Selika“, „Mignon“, ist die Eigenart ihrer künstlerischen Persönlichkeit, bei großem Umfange und warmem Tone ihres dunkel gefärbten Organs und einer stets fein ausgearbeiteten Darstellung am meisten zur Geltung gekommen.“